# Penillanura

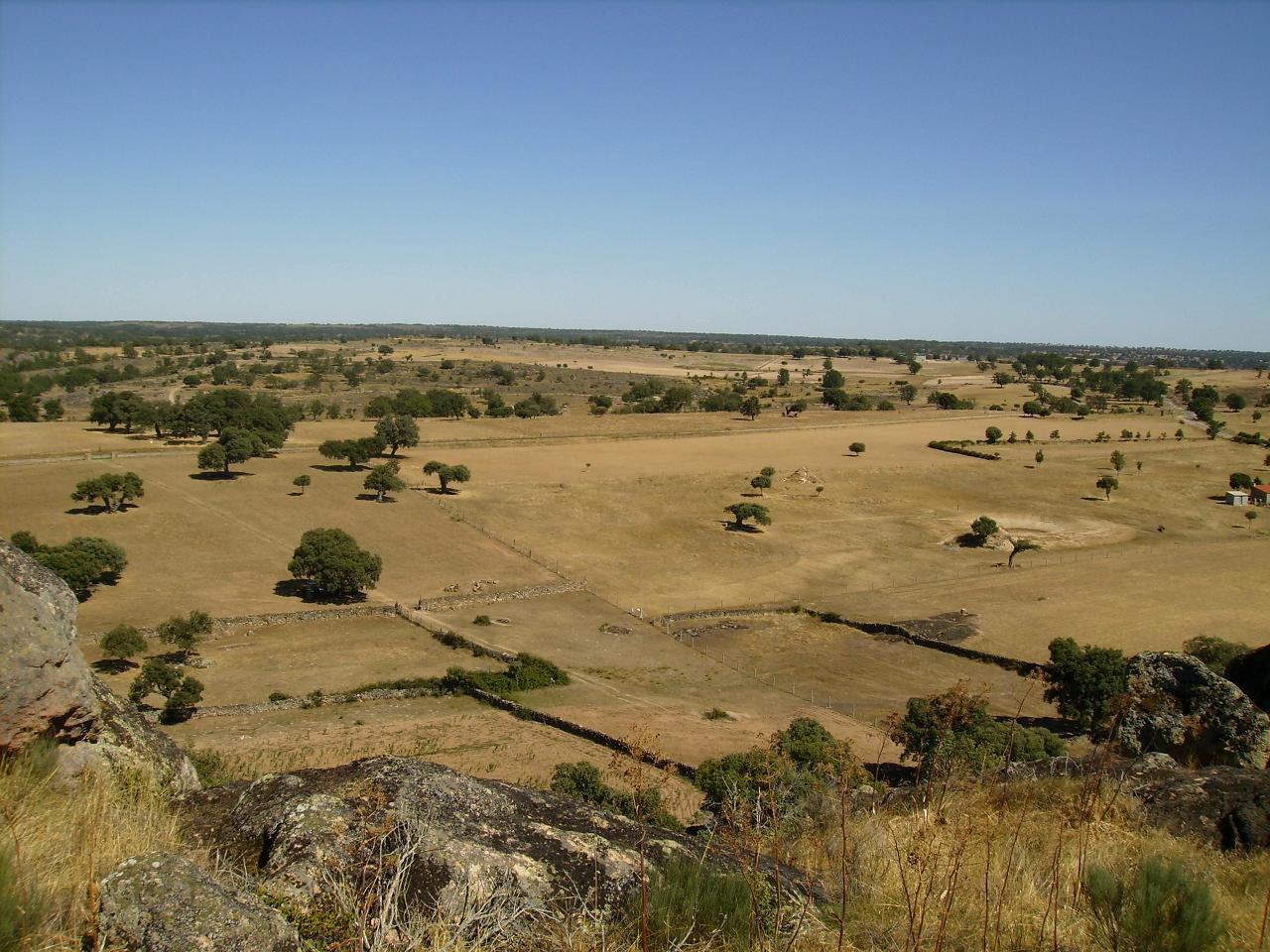
La penillanura salmantina en La Peña (Meseta Norte)

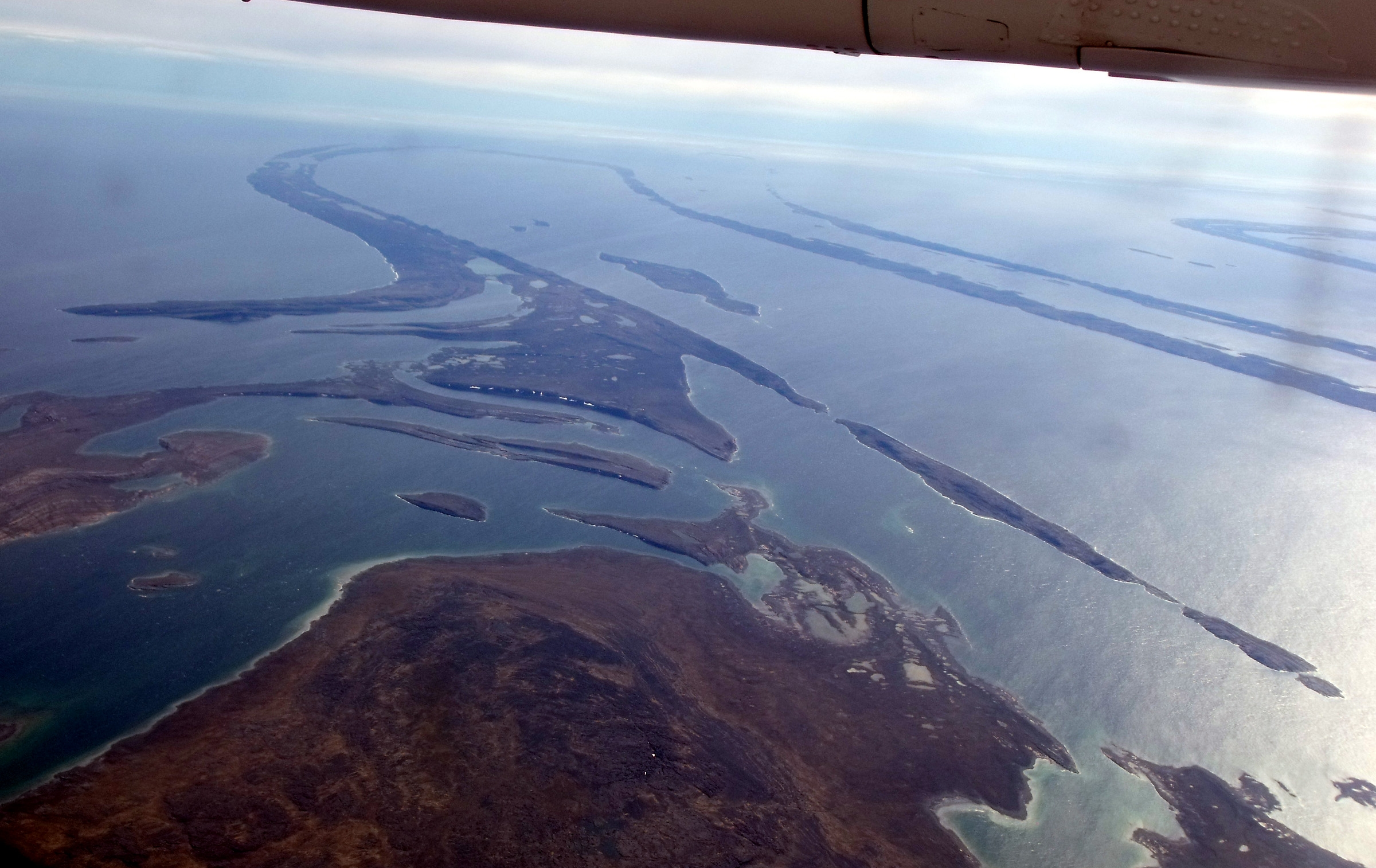
Vista aerea de una penillanura sumamente plana parcialmente anegada en las islas Belcher, Bahía de Hudson, Canadá. Se observa que la penillanura trunca variuos pliegues.

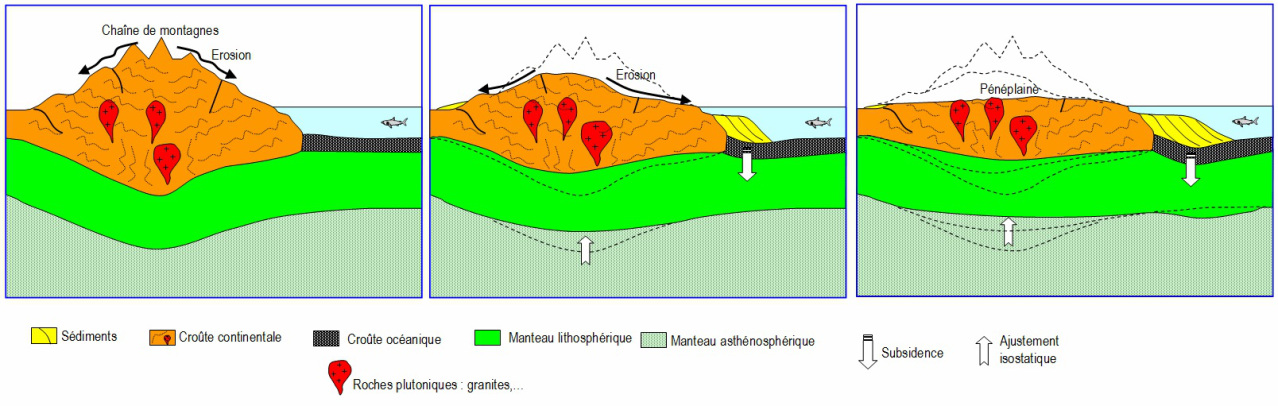
Bosquejo de una peneplanización hipotética luego de un periodo de orogenia.

En la geomorfología y la geología, una penillanura es una llanura de bajo relieve formada por erosión prolongada. Esta es la definición en los términos más amplios, aunque con frecuencia el uso de penillanura pretende implicar la representación de una etapa casi final (o penúltima) de erosión fluvial durante épocas de estabilidad tectónica extendida. Las penillanuras a veces se asocian con la teoría del ciclo de erosión de William Morris Davis, pero Davis y otros investigadores también han utilizado el término de una manera puramente descriptiva sin implicar ninguna teoría o génesis particular.
La existencia de algunas penillanuras y la peneplanación como un proceso en la naturaleza no está exenta de controversia, debido a la falta de ejemplos geológicamente recientes y la incertidumbre en la identificación de penillanuras antiguas.
En algunas definiciones las penillanuras se aproximan a un nivel base representado por el nivel del mar, ya sea actual o antiguo, sin embargo en otras definiciones esta relación no es relevante. La geomorfóloga Karna Lidmar-Bergström y sus asociados consideran el criterio del nivel base crítico en la definición de penillanuras y de mayor importancia que el mecanismo preciso de formación, incluyendo de esta manera las pedillanuras entre las penillanuras.
Si bien generalmente se supone que las penillanuras se forman cerca del nivel del mar, también se ha postulado que pueden formarse en altura si una sedimentación extensa eleva el nivel de base local lo suficiente o si las redes fluviales están continuamente obstruidas por deformación tectónica. Las penillanuras de los Pirineos y la meseta tibetana ejemplificarian estos dos casos respectivamente.
Una idea errónea común acerca de las penillanuras es que deberían ser planas a tal grado de no tener accidentes de relieve. De hecho, algunas penillanuras pueden componer de colinas, ya que reflejan una meteorización profunda e irregular, formando una llanura que se aproxima a un nivel base sólo a gran escala.
A gran escala, las penillanuras se caracterizan por parecer esculpidas de manera independiente a cual sea la estructura de la roca y la litología, pero en detalle, su forma está controlada estructuralmente; por ejemplo, las divisiones de drenaje en la penillanura pueden seguir rocas más resistentes. En opinión de Davis, los grandes cursos de agua se tornan insensibles a la litología y la estructura en una penillanura, pero no sería el caso durante la "fase de valles" del ciclo de erosión. Dicha situación puede explicar la existencia de cursos de agua superpuestos.